# NikoNikoPun
NikoNikoPun（日语：にこにこぷん）是日本NHK电视台制作的兒童節目，於1982年4月5日至1992年10月3日播出，共有2229集。故事以類似於地球以外的宇宙Nikoniko島為舞台，主角是一隻山貓，一隻企鵝跟一隻老鼠。除電視節目外也有發行幼教遊戲。

## 外部連結
- おかあさんといっしょ　にこにこ、ぷん - NHK放送史（日本放送协会）（日語）

- 母と子のテレビタイム・土曜版 - NHK放送史（日本放送协会）（日語）

- にこにこぷんがやってきた - NHK放送史（日本放送协会）（日語）